# Državna cesta D422
D422 je državna cesta u Hrvatskoj. Ukupna duljina iznosi 3,9 km.